# Diên Phước
Diên Phước là một xã thuộc huyện Diên Khánh, tỉnh Khánh Hòa, Việt Nam.

## Địa lý
Xã Diên Phước nằm ở phía tây của huyện Diên Khánh, cách thành cổ Diên Khánh khoảng 7 km về phía tây, có vị trí địa lý:
- Phía bắc giáp sông Cái, là ranh giới tự nhiên với xã Diên Lâm
- Phía nam giáp xã Diên Hòa
- Phía đông giáp xã Diên Lạc
- Phía tây giáp xã Diên Thọ.

Xã có diện tích 4,48 km², dân số năm 1999 là 5.965 người, mật độ dân số đạt 1.332 người/km².
Dân cư phân bố đều trên toàn địa bàn xã, toàn bộ là người Kinh.
Đường tỉnh lộ 2 chạy từ Ngã ba Mã Xá (thị trấn Diên Khánh) lên thành phố  Đà Lạt (Lâm Đồng) chia xã làm hai phần, dài khoảng 2,5 km.
Hương lộ 62 nối với xã Diên Tân, hương lộ 39 nối với các xã Diên Hoà – Diên Lộc – Suối Tiên. Hệ thống giao thông nông thôn trên địa bàn xã được khép kín, toàn bộ được xây dựng bằng hình thức bê tông hoặc nhựa thuận lợi cho việc giao thông.

## Hành chính
Xã Diên Phước được chia thành 4 thôn: An Định, Phò Thiện, Phước Tuy 1, Phước Tuy 2.

## Xã hội

### Giáo dục
Toàn xã có 4 trường gồm: Nguyễn Thái Học là trường trung học phổ thông; Nguyễn Huệ là trường Trung học cơ sở; Tiểu học Diên Phước và Trường Mầm non dân lập bán trú Diên Phước. Cả bốn trường đều được công nhận là trường chuẩn quốc gia.
Các cơ quan, xí nghiệp đóng trên địa bàn xã gồm: Công ty cổ phần Giấy Rạng Đông; Bệnh viện chuyên khoa tâm thần tỉnh Khánh Hòa, Công ty thủy nông Cầu Đôi-Suối Dầu.

## Văn hoá

### Đình, Chùa, miếu mạo
- Có các chùa: Phước Lâm tọa lạc tại thôn Phước Tuy 2 do Đại đức Thích Thiện Thanh làm Giám Tự, chùa Phước Long cũng ở thôn Phước Tuy 2 do Đại đức Thích Nhật Hiếu làm trụ trì. Chùa Phước An do Thượng tọa Thích Thiện Sanh làm trụ trì, chùa Phước Duyên do Thây Thích Như Chuẩn làm Giám Tự, hai chùa này nằm trên địa bàn thôn Phước Tuy 1. Chùa Phước Lâm trước năm 1975 là cơ sở cách mạng, luôn đồng hành cùng dân tộc trong hai cuộc kháng chiến chống Pháp và kháng chiến chống Mỹ cứu nước. Dưới tượng Phật trong chính điện là hầm bí mật nuôi giấu cán bộ trong kháng chiến chống Mỹ cứu nước.

Sau năm 2005, Đại đức Thích Thiện Thanh đã trùng tu và phá bỏ hầm này.
- Đình: có ba đình là Đình Phước Tuy, Đình An Định và Đình Phò Thiện.
- Đình Phước Tuy tọa lạc tại thôn Phước Tuy 2, trước ở khu đất có tục danh là Đất Cây da, xây dựng bằng vật liệu tạm là tranh tre. Trong kháng chiến chống Pháp đã bị đốt cháy. Năm 1959 được dời về xây dựng lại tại đầu bàu Đình. Đình có 13 sắc phong thần của các đời vua từ Minh Mạng tới Khải Định, thờ Thiên Y A Na Ngọc Diễn Phi thượng đẳng thần; Lang, Lại đại trướng quân; Đại Kình Nam Hải
- Miếu: có các Miếu Gò Găng và miếu Tư Văn.

Miếu Tư Văn (trước đây là Văn chỉ Phước Điền) tọa lạc tại thôn Phước Tuy 1,hiện đã trở thành phế tích(hiện nay là nhà ông Lê Tui, xóm Bàu Cỏ). Miếu Tư Văn trước đây là Văn chỉ Phước Điền được quan Bố chính Ngô Văn Địch và Tri phủ Đặng Trọng Dật xây dựng vào năm Thiệu Trị thứ 6 (1846),tại ấp Phật Tỉnh xã Phú Ân (ở chỗ nay là Cây Da làng Phú Ân) làm nơi tế tự cho học giới phủ Diên Khánh, bước đầu che tạm bằng vật liệu thô sơ, chưa được lớn đẹp.
Năm Tự Đức thứ 6 (1853) quan Án sát Đỗ Thúc Tỉnh xem xét phong thủy, hội ý với quan Giáo thọ Trương Đức Lân, triệu tập văn thân huyện dời đền thờ về dựng ở ấp Thanh Tự, xã Phú Ân (nay thuộc xã Diên An), do người trong tỉnh hạt đóng góp tiền của công sức xây dựng. Văn chỉ được xây dựng mới kiên cố, to đẹp, sau một năm thì hoàn thành (1854).
Năm Thành Thái thứ 4 (1892) người trong hạt tự nguyện quyên góp tiền của tu bổ Văn chỉ lần thứ hai.
Đến năm Thành Thái thứ 7 (1895), do sự học trong huyện không phát triển, nhiều năm không có học sinh thi đỗ, quan Đốc học Nguyễn Liễn xem xét phong thủy, cho chuyển dời Văn chỉ lên cuộc đất mới ở Gò Sòng, xã Phước Tuy (nay là xã Diên Phước). Vị trí miếu nơi đất mới có gò cao (Gò Sòng), ao sâu (bàu sen bên cạnh gò Sòng) là thế bút nghiên chững chạc, giữa cảnh trí tôn nghiêm, bề thế. Công việc chuyển dời do quan đồng Tri phủ Lê Quang Cảnh cùng các vị trong Văn hội đứng ra đốc trách thực hiện.
Năm Bảo Đại thứ 16 (1941) tu bổ và mở rộng các kiến trúc của Văn chỉ Diên Khánh gồm Chính điện, Bái đường, nhà Tây.
Năm 1958, nhận thấy cơ sở vật chất của Văn chỉ Diên Khánh trải qua thời gian chiến tranh bị hư hỏng nhiều, Ban trị sự Quận hội Khổng học Diên Khánh hội ý với các phụ lão làng Phú Lộc cùng nhất trí lấy đất và nền cũ của Văn miếu tỉnh làm chỗ di kiến Văn miếu Diên Khánh. Để có ngân quỹ, các cụ bán bớt tự điền và đất miếu sở tại ở Phước Tuy, chuyển cây gỗ, vật liệu từ Văn chỉ Diên Khánh về xây dựng lại trên nền cũ của Văn miếu tỉnh ở thôn Phú Lộc đã tiêu thổ năm 1948. Qua năm 1959 làm lễ khánh thành Văn miếu Diên Khánh.(Theo Văn Miếu Diên Khánh của tác giả Nguyễn Man Nhiên)
Có bốn nhà thờ họ gồm nhà thờ họ Phan, nhà thờ họ Huỳnh, nhà thờ họ Trần và nhà thờ họ Nguyễn.

### Ao, hồ
Có thể nói xã Diên Phước được bao bọc bởi hệ thống sông,ngòi ao hồ chằn chịt. Phía Bắc và Tây Bắc là dòng sông Cái làm ranh giới với xã Diên Lâm, phía Tây và Tây Nam được bao bọc bởi kênh thủy lợi Cầu đôi-Suối Dầu, dài khoảng 1.300m, chiều rộng khoảng 50m (đoạn chảy qua xã Diên Phước, là ranh giới giữa xã Diên Phước và Diên Thọ. Các bàu(hồ)gồm: bàu Gốc,bàu Trám, bàu Đình(còn gọi là bàu Sỏi), bàu Sen, bàu Tre, bàu Tròn, bàu Xanh, bàu Đế. Đây là tiềm năng về du lịch sinh thái- dịch vụ mà chính quyền xã Diên Phước đang kêu gọi nhân dân xã nhà và các doanh nghiệp khai thác nhưng chưa có tín hiệu khả quan.